# Talatsaari (ö i Viitasaari, Komujärvi)
Talatsaari är en liten ö i Komujärvi i Finland. Den ligger i sjön Komujärvi och i kommunen Viitasaari i den ekonomiska regionen  Saarijärvi-Viitasaari och landskapet Mellersta Finland, i den centrala delen av landet, 300 km norr om huvudstaden Helsingfors. Öns area är 4,5 hektar och dess största längd är 480 meter i sydöst-nordvästlig riktning.